# Макс Личфилд
Макс Роберт Личфилд (енгл. Max Robert Litchfield; Понтефракт, 4. март 1995) британски је и енглески пливач чија специјалност су трке мешовитим и слободним стилом на 200 и 400 метара. На Играма Комонвелта наступа под заставом Енглеске.

## Биографија
Такмичарску каријеру на међународној сцени Личфилд је започео 2012. на европском јуниорском првенству у белгијском Антверпену где је у тркама на 200 и 400 мешовито заузео шеста места у финалима. Годину дана касније у истом рангу такмичења осваја и прве међународне медаље, злато и сребро на европском првенству (штафета 4×200 слободно и 200 мешовито) и злато на светском првенству (штафета 4×200 слободно). У сениорској конкуренцији дебитује на Европском првенству 2014. у Берлину где осваја четврто место на 400 слободно, са заостатком од 0,82 секунде за трећепласираним италијанским пливачем Федериком Туринијем. Непосредно пре европског првенства наступио је и на Играма Комонвелта у Глазгову где се такмичио за репрезентацију Енглеске. Године 2015. наступио је на Летњој Универзијади, заузевши два пета места у обе такмичарске дисциплине (400 мешовито и 4×100 мешовито).
Преко националног првенства је изборио наступ на Летњим олимпијским играма 2016. у Рију, где је заузео четврто место у трци на 400 мешовито.
на свом дебију на сенироским светским првенствима у Будимпешти 2017. заузео је два четврта места у тркама на 200 и 400 мешовито. На светском првенству у Квангџуу 2019. заузео је седмо место на 400 мешовито и пето место у штафети 4×200 слободно.